# Строєво (Болгарія)
Стро́єво (болг. Строево) — село в Пловдивській області Болгарії. Входить до складу общини Мариця.

## Населення
За даними перепису населення 2011 року у селі проживали 1775 осіб.
Національний склад населення села:
| Національність   | Кількість осіб | Відсоток |
| ---------------- | -------------- | -------- |
| болгари          | 1431           | 94,6%    |
| цигани           | 69             | 4,6%     |
| турки            | 7              | 0,5%     |
| не визначились   | 4              | 0,3%     |
| Всього відповіли | 1512           |          |

Розподіл населення за віком у 2011 році:
Динаміка населення: